# Kosmos 954
De Kosmos 954 (Russisch: Космос 954) was een Sovjet-Russische satelliet uit de jaren zeventig van de vorige eeuw. Het betrof hier een zogenaamde RORSAT (Radar Ocean Reconnaissance Satellite) gelanceerd als onderdeel van het uitgebreide Russische KOSMOS-ruimteprogramma. Deze kunstmaan veroorzaakte toentertijd grote opschudding doordat hij ongecontroleerd terugkeerde in de dampkring met een kernreactor aan boord.

## Radarsurveillance op zee
Deze kunstmaan werd gelanceerd tijdens de Koude Oorlog, waarbij beide kampen elkaar nauwlettend in de gaten hielden. In tegenstelling tot de Verenigde Staten beschikte de toenmalige Sovjet-Unie niet over een uitgebreid en betrouwbaar netwerk van steunpunten om verkenningen boven de oceaan uit te voeren. Daarom ontwierpen de Sovjets een observatiesatelliet met een zeer krachtige radar, die schepen en onderzeeërs bij alle weersomstandigheden kon opsporen. Probleem was hierbij dat men door het hoge energieverbruik dusdanig grote zonnepanelen zou moeten installeren, dat door de wrijving in een lage baan de kunstmaan geen lang leven zou zijn beschoren. Om dit te omzeilen kozen de Sovjets voor een kernreactor als energiebron. Deze reactor was gevuld met 50 kg hoogverrijkt uranium-235 (90%).

## Missieverloop
De Kosmos 954 werd gelanceerd op 16 september 1977 in een lage baan van 259 × 277 km en verbrandde in de atmosfeer op 24 januari 1978. De Kosmos 954 was ongeveer 14 m lang en had een diameter van 2 m. Het reactordeel was 6 m lang. Het gewicht exclusief reactor bedroeg 3800 kg; de reactor woog 1250 kg dus in totaal woog deze kunstmaan ruim vijf ton. Een normale missie voor dit type satelliet duurde 60 à 70 dagen, waarna het reactorvat door een ingebouwde raketmotor in een stabiele cirkelbaan van 950 km werd gebracht.

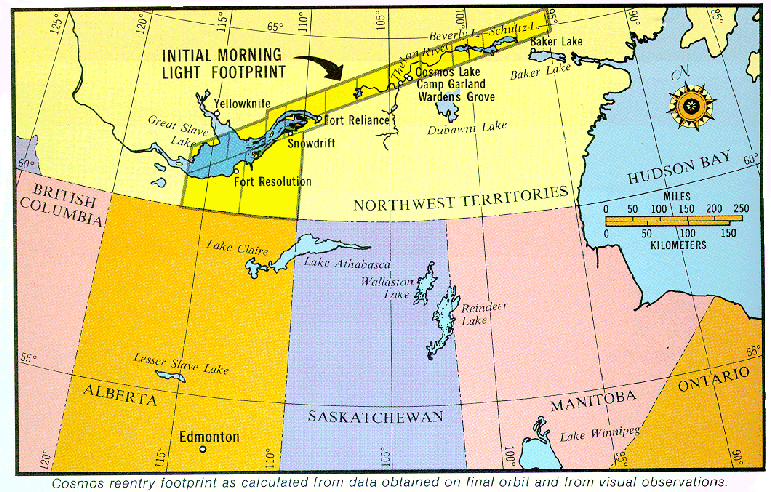
Traject van Kosmos 954 tijdens terugkeer in de dampkring

Bij de Kosmos 954 ging het mis, de raketmotor faalde. Omstreeks half december 1977 kwam hij steeds dichter bij de aardatmosfeer; de vluchtleiding gaf het commando om de satelliet op te splitsen en de reactor in een hogere, veilige baan te schieten. Maar hun kunstmaan reageerde niet op het signaal. Begin januari 1978 berekenden de computers van NORAD een waarschijnlijk inslagpunt ergens in Noord-Amerika. Enige dagen later werd, na accuratere metingen, een terugkeerpunt in de atmosfeer vastgesteld boven de Koningin Charlotte-eilanden voor de kust van Brits-Columbia in Canada. Veiligheidsstudies toonden aan dat door het gekozen ontwerp de reactor waarschijnlijk volledig zou verbranden in de dampkring, maar dat niet uitgesloten kon worden dat grotere radioactieve fragmenten het aardoppervlak zouden bereiken. Uiteindelijk stortte Kosmos 954 op 24 januari 1978 om 6.53 uur (lokale tijd) neer in het Great Slave Lake.

## Canada ontvangt schadevergoeding
In januari 1979 diende Canada bij de Sovjet-Unie een schadeclaim in van omgerekend 10 miljoen gulden. Deze kosten zouden zijn gemaakt om radioactieve fragmenten van de Kosmos 954 op te sporen. De Russen betaalden uiteindelijk 3 miljoen Canadese dollar.